# Автомат Калашникова с открытым затвором
Опытный автомат Калашникова образца 1950 года с открытым затвором — опытный образец автомата Калашникова, созданный М. Т. Калашниковым в 1950 году.
Автомат был разработан в 1950—1951 годах в рамках поиска решений для повышения кучности автоматического огня. Для этого в автомат было внесено несколько изменений по сравнению с базовым АК-47. Ключевыми стали изменения ударно-спускового механизма для стрельбы очередями с заднего шептала и добавление передней рукояти.

## Конструкция

### Ударно-спусковой механизм
Ударно-спусковой механизм предложенного образца имел изменённую конструкцию. При стрельбе одиночными выстрелами он работал аналогично стандартному АК: курок производил удар по ударнику, что вызывало воспламенение капсюля. В автоматическом режиме подвижная система останавливалась в заднем положении при отпускании спускового крючка, а при нажатии срывалась с зацепа, досылая патрон в патронник и производя выстрел. Это решение позволяло улучшить кучность стрельбы при минимальной доработке механизма. Кроме того, открытый затвор улучшал охлаждение ствола.

### Передняя рукоять
Второй важной особенностью образца стала передняя рукоять, которая служила для удержания автомата. В отличие от подобных рукоятей, использовавшихся в других модификациях АК (варианты автомата Калашникова с передней рукоятью серийно выпускались в Венгрии и Румынии), передняя рукоять варианта 1950-го года имела сложную конструкцию. Внутри рукоятки была размещена выдвижная сошка, которая позволяла стрелку опереться с её помощью на какую-либо поверхность. Рукоять повышала устойчивость как при стрельбе с упора, так и при стрельбе с рук. Подобные рукоятки позже получили широкое распространение в стрелковом оружии как в России, так и за рубежом. Однако испытания показали, что эффективность такого решения не соответствовала требованиям армии, поэтому оно не было внедрено в массовое производство.

## Недостатки
При остановке подвижной системы в заднем положение автомат становился уязвимым к загрязнению, что стало ключевым недостатком. Так же отмечалось усложнение конструкции за счёт конструкции передней рукояти.

## Дальнейшая судьба
Автомат Калашникова 1950 года не был принят на вооружение из-за склонности к загрязнению и усложнения конструкции.
В 2019 году «Концерн „Калашников“», совместно с Военно-историческим музеем артиллерии снял видеоролик, рассказывающий об автомате Калашников 1950-го года. Появление информации об этом образце было отмечено такими изданиями как «Российская газета» и Lenta.ru.

## Оценки
Начальник отдела фондов Военно-исторического музея артиллерии кандидат технических наук Р. Н. Чумак отмечал интересную конструкцию, которая при минимальной доработке серийного АК повышала кучность стрельбы.

## Комментарии
1. ↑  Также известная как стрельба с открытого затвора